# Prefectura d'Agadir Ida-Outanane
La prefectura d'Agadir Ida-Outanane (amazic estàndard marroquí: ⵜⴰⵎⵏⴱⴰⴹⵜ ⵏ ⴰⴳⴰⴷⵉⵔ ⴰⵢⴷⴰ ⵓⵜⴰⵏⴰⵏ, tamnbaḍt n Agadir Ayda Utanan; àrab: عمالة أكادير إدا وتنان, ʿamālat Agādīr Idā Wtanān) és una de les prefectures del Marroc, fins 2015 part de la regió de Souss-Massa-Draâ i actualment de la de Souss-Massa. Té una superfície de 2.297 km² i 600.599 habitants censats en 2014. Limita amb la província d'Essaouira al nord, amb la província de Taroudant a l'est, amb la prefectura d'Inezgane-Aït Melloul al sud i amb l'oceà Atlàntic a l'oest. La capital és Agadir.

## Divisió administrativa
La prefectura d'Agadir Ida-Outanane consta d'1 municipi i 12 comunes:
| Municipis i comunes | Població | Població | Població |
| Municipis i comunes | 1994     | 2004     | 2014     |
| ------------------- | -------- | -------- | -------- |
| Agadir (M)          | 254.865  | 346.106  | 421.844  |
| Amskroud            | 9.482    | 10.020   | 9.351    |
| Drargua             | 20.576   | 37.115   | 70.793   |
| Idmine              | 4.157    | 4.279    | 3.179    |
| Aourir              | 16.578   | 27.483   | 36.948   |
| Aqesri              | 5.092    | 4.873    | 4.128    |
| Aziar               | 3.922    | 3.803    | 2.948    |
| Imouzzer            | 6.370    | 6.351    | 5.402    |
| Imsouane            | 8.645    | 9.353    | 8.866    |
| Tadrart             | 5.739    | 5.703    | 4.530    |
| Taghazout           | 5.257    | 5.348    | 5.260    |
| Tamri               | 16.063   | 17.442   | 18.577   |
| Tiqqi               | 9.447    | 10.078   | 8.773    |
| Total               | 366.193  | 487.954  | 600.599  |